# Sleepy Hollow (film)
Vous lisez un « bon article » labellisé en 2011.
Pour les articles homonymes, voir Sleepy Hollow.
Pour plus de détails, voir Fiche technique et Distribution.
Sleepy Hollow, sous-titré La Légende du cavalier sans tête en français, est un film fantastique américain de Tim Burton, sorti en 1999. Il s'agit d'une libre adaptation de la nouvelle La Légende de Sleepy Hollow de Washington Irving.
Johnny Depp y incarne un inspecteur de police de New York chargé de résoudre une série de meurtres commis en 1799 dans le village de Sleepy Hollow par un mystérieux cavalier sans tête, interprété par Christopher Walken. La distribution se compose notamment aussi de Christina Ricci, Miranda Richardson, Michael Gambon et Casper Van Dien. Le film, dont le développement a commencé en 1993, était prévu pour être à l'origine un slasher à petit budget mais Paramount Pictures décida par la suite d'en confier la réalisation à Burton avec des moyens plus importants.
À sa sortie au cinéma, Sleepy Hollow a connu un important succès commercial et a été accueilli plutôt favorablement par la critique. Il a reçu plusieurs récompenses, dont l'Oscar des meilleurs décors et deux British Academy Film and Television Arts Awards. Burton y laisse transparaître dans son aspect visuel, au gothisme assez marqué, ses influences sur le plan de l'horreur, notamment les œuvres de Hammer Film Productions, et y explore des thèmes comme la recherche de ses origines et la confrontation entre la raison et les forces de l'imaginaire.

## Synopsis
En 1799, l'inspecteur new-yorkais Ichabod Crane, un homme rationnel aux méthodes scientifiques d'avant-garde, est envoyé enquêter dans le village de Sleepy Hollow, où les corps du riche bourgeois Peter Van Garrett, de son fils et de la veuve Winship ont été retrouvés décapités, la tête ayant disparu. Crane rencontre à son arrivée les notables du village, le propriétaire agricole Baltus Van Tassel, le révérend Steenwick, le juge Philipse, le docteur Lancaster et le notaire Hardenbrook, qui lui apprennent que le responsable de ces crimes serait le cavalier sans tête, un cruel mercenaire hessois mort pendant la guerre d'indépendance des États-Unis il y a 20 ans et qui serait revenu des enfers dans le but de faucher des têtes.
Crane reste sceptique devant cette histoire de revenants et commence à mener son enquête au moment où un quatrième meurtre est commis. Le fils de la victime, le jeune Masbath, un adolescent désormais orphelin, se met alors au service de Crane. Ce dernier commence également à nouer des liens avec Katrina Van Tassel, la fille de Baltus, au grand dam de Brom Van Brunt, soupirant de la jeune femme, qui se fait passer un soir pour le cavalier afin d'effrayer Crane. Le juge Philipse est ensuite à son tour décapité par le cavalier sans tête sous les yeux de Crane, à qui il avait avoué que la veuve Winship était enceinte. L'inspecteur, accompagné du jeune Masbath et rejoint par Katrina, se rend alors à « l'arbre des morts », où se trouve la tombe du cavalier ainsi qu'un point de passage vers les enfers. Ils y découvrent les têtes de ses victimes mais celle du cavalier a disparu. C'est alors que le spectre se réveille et tue le villageois Killian et sa famille, ainsi que Brom Van Brunt qui avait tenté de l'arrêter, tandis que Crane est blessé.
Crane sait maintenant que le cavalier ne tue pas au hasard et découvre au cours de ses recherches que Van Garrett s'était marié en secret avec la veuve Winship et lui avait légué sa fortune. Les notables étaient de toutes évidences complices et l'inspecteur soupçonne alors Baltus Van Tassel, le suivant sur la liste des héritiers, d'être l'invocateur du cavalier. À la suite du suicide du notaire Hardenbrook, la population de Sleepy Hollow tient une réunion d'urgence dans l'église au moment où le cavalier fait sa réapparition. Baltus voit ce dernier fondre sur son épouse Lady Van Tassel et la croyant morte, se réfugie dans l'église où le revenant ne peut pénétrer. Les notables s'y disputent et Steenwick tue Lancaster qui s'apprêtait à faire des révélations, avant d'être lui-même abattu par Baltus. Ce dernier est ensuite trainé hors de l'église puis décapité par le cavalier. Crane, qui sait que Katrina s'intéresse à la sorcellerie, est désormais convaincu que la jeune femme est la maîtresse du cavalier, instigatrice des meurtres.
Le cœur meurtri, l'inspecteur décide de quitter Sleepy Hollow mais se rend alors compte que le supposé cadavre de Lady Van Tassel est en fait celui de sa servante, Sarah. La belle-mère de Katrina réapparait et révèle à Katrina être celle qui a invoqué le cavalier pour se venger de son enfance gâchée par les Van Garrett et les Van Tassel, et pour éliminer tous ceux qui se dressent entre elle et l'héritage. Katrina est la dernière et le cavalier la poursuit avec acharnement. Elle est protégée par Crane et le jeune Masbath, jusqu'à ce que l'inspecteur parvienne à arracher son crâne des mains de Lady Van Tassel et le lui restitue. Le cavalier regagne alors les enfers en emportant avec lui Lady Van Tassel. Crane rentre ensuite à New York en compagnie de Katrina et du jeune Masbath.

## Fiche technique
- Titre original : Sleepy Hollow

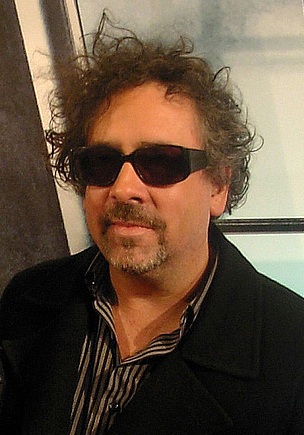
Sleepy Hollow est le 8e long métrage du réalisateur Tim Burton.

- Titre français : Sleepy Hollow : La Légende du cavalier sans tête
- Réalisation : Tim Burton
- Scénario : Andrew Kevin Walker, d'après une histoire d'Andrew Kevin Walker et Kevin Yagher, d'après la nouvelle La Légende de Sleepy Hollow de Washington Irving
- Musique : Danny Elfman
- Décors : Rick Heinrichs
- Costumes : Colleen Atwood
- Photographie : Emmanuel Lubezki
- Montage : Chris Lebenzon
- Production : Scott Rudin, Adam Schroeder
  - Production déléguée : Francis Ford Coppola, Larry J. Franco
- Sociétés de production : Mandalay Pictures et American Zoetrope
- Sociétés de distribution : Paramount Pictures (États-Unis), Pathé Distribution (France)
- Budget : 70 000 000 $[1]
- Pays de production :  États-Unis
- Langue originale : anglais
- Format : couleurs - 35 mm - 1,85:1 - son DTS et Dolby Digital
- Genres : fantastique, horreur, thriller
- Durée : 105 minutes
- Dates de sortie : 
  - États-Unis / Canada : 19 novembre 1999
  - France / Belgique / Suisse romande : 9 février 2000
- Classification : 
  - États-Unis : R (Restricted)[N 1] en raison des scènes violentes de décapitations[2]
  - France : interdit aux moins de 12 ans lors de sa sortie en salles[3]
  - Québec : 13+[N 2],[2]

## Distribution
- Johnny Depp (VF : Bruno Choël ; VQ : Gilbert Lachance) : Ichabod Crane
- Christina Ricci (VF : Barbara Tissier ; VQ : Sophie Léger) : Katrina Van Tassel
- Miranda Richardson (VF : Béatrice Agenin ; VQ : Élise Bertrand) : lady Mary Van Tassel
- Michael Gambon (VF : Bernard Dhéran ; VQ : Raymond Bouchard) : Baltus Van Tassel
- Christopher Walken : le « Cavalier sans tête »
- Marc Pickering (VF : Donald Reignoux) : le jeune Masbath
- Casper Van Dien (VF : Damien Boisseau ; VQ : Daniel Picard) : Brom Van Brunt
- Jeffrey Jones (VF : Michel Favory ; VQ : Denis Mercier) : le révérend Steenwick
- Richard Griffiths (VQ : Claude Préfontaine) : le juge Samuel Philipse
- Ian McDiarmid (VF: Maurice Chevit ; VQ : Benoît Marleau) : le docteur Thomas Lancaster
- Michael Gough (VF : Jacques Dynam ; VQ : Hubert Fielden) : le notaire James Hardenbrook
- Steven Waddington : Killian
- Christopher Lee (VF : Jean Topart ; VQ : Yves Massicotte) : le bourgmestre
- Lisa Marie : lady Matilda Crane
- Martin Landau : Peter Van Garrett
- Alun Armstrong : le gendarme
- Ray Park : le « Cavalier sans tête » (cascades et scène de combats)

Sources doublage : AlloDoublage (VF) et doublage.qc.ca (VQ)

Photos des principaux interprètes.
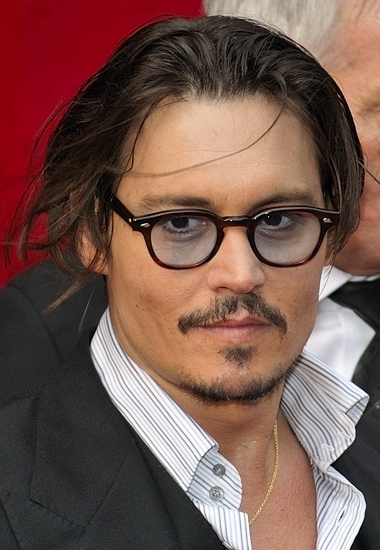
Johnny Depp interprète Ichabod Crane.
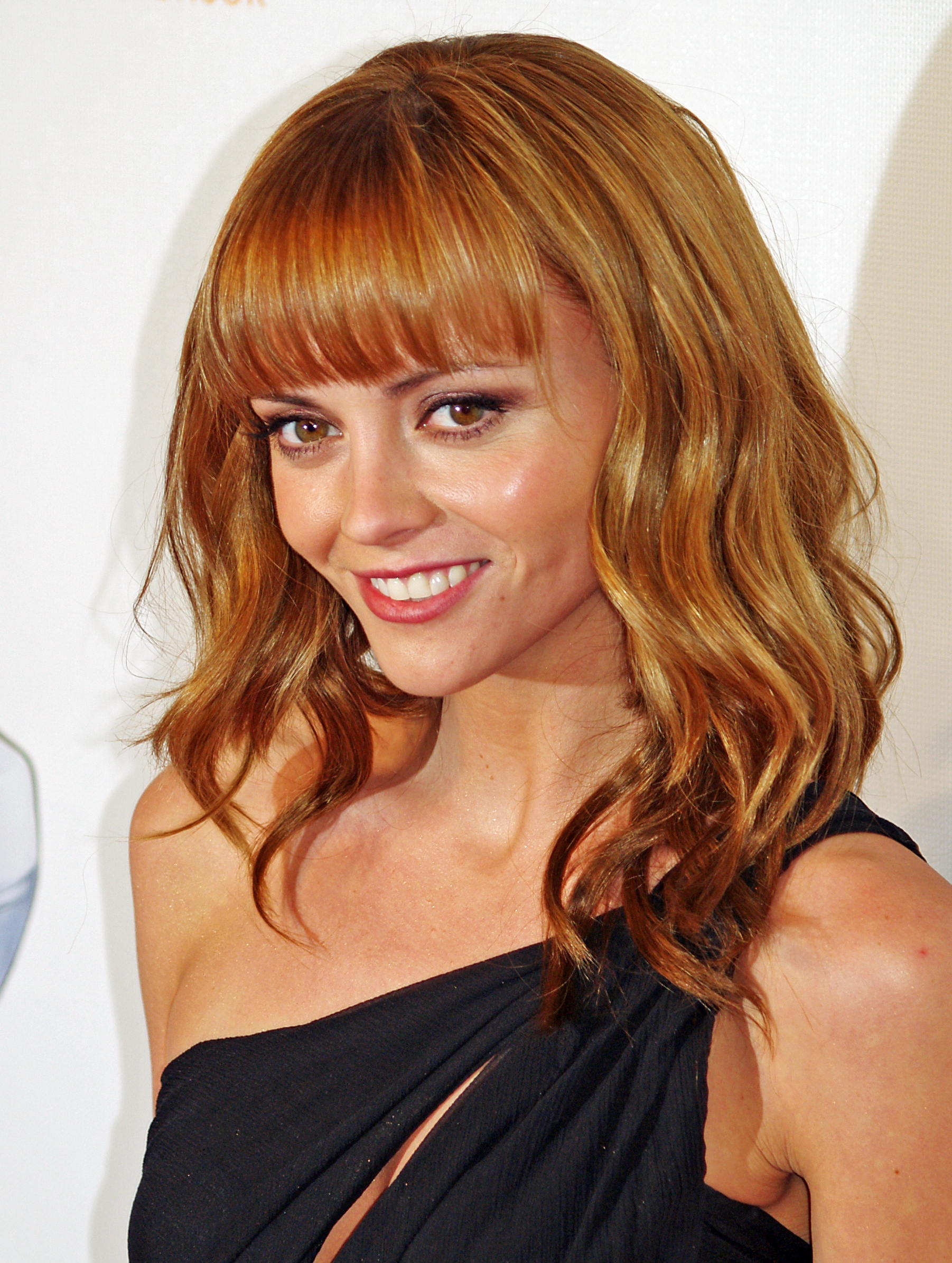
Christina Ricci joue le rôle de Katrina Van Tassel.
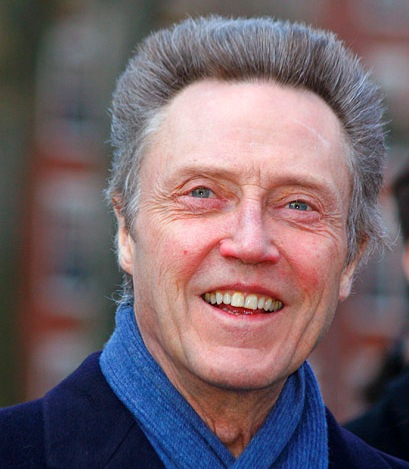
Christopher Walken interprète le « Cavalier sans tête ».
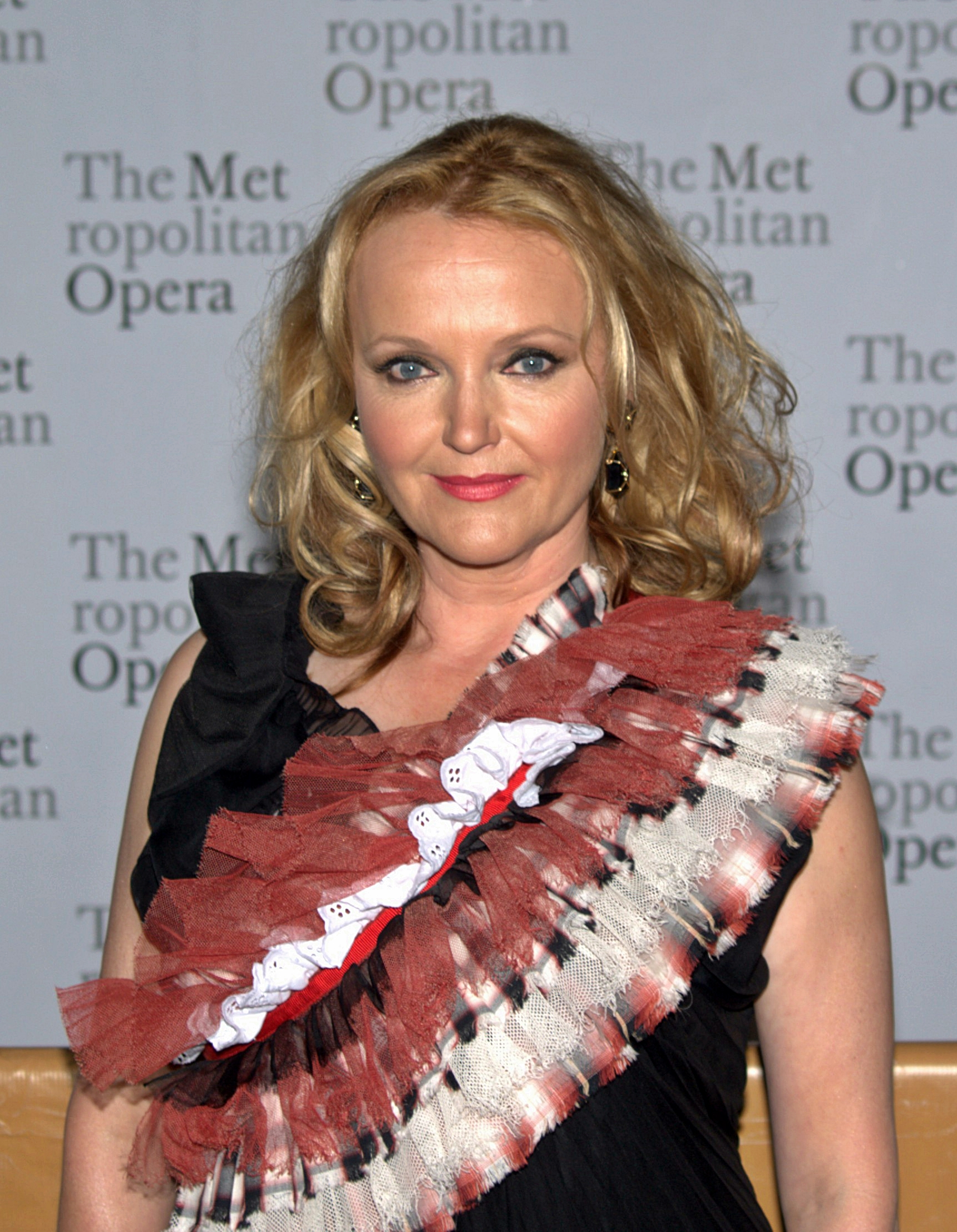
Miranda Richardson joue le rôle de Lady Van Tassel.

## Production

### Développement et préproduction
En 1994, Kevin Yagher, un concepteur de maquillage qui a également réalisé deux épisodes des Contes de la crypte, a l'idée d'adapter au cinéma La Légende de Sleepy Hollow, une nouvelle de Washington Irving. Il est présenté par l'intermédiaire de son agent au scénariste Andrew Kevin Walker et les deux hommes écrivent une première version de vingt pages d'un script, transformant notamment le personnage d'Ichabod Crane, qui est dans la nouvelle un maître d'école, en inspecteur de police new-yorkais. Yagher et Walker proposent ensuite ce scénario à plusieurs sociétés de production et concluent un accord avec le producteur Scott Rudin, que le scénario de Walker pour Seven a impressionné. Rudin met une option sur le projet pour le compte de Paramount Pictures, l'accord prévoyant que Yagher sera chargé de la réalisation et Walker du scénario alors que les deux hommes se partageront le crédit de l'adaptation à l'écran. Après avoir réalisé Hellraiser: Bloodline, Yagher prévoit de faire de Sleepy Hollow un slasher à petit budget mais Paramount s'oppose à ce concept et relègue l'implication de Yagher dans le film à la conception des prothèses de maquillage.
Sherry Lansing, présidente de Paramount, réactive le projet en 1998. Scott Rudin et le producteur Adam Schroeder, qui a travaillé avec Tim Burton sur le tournage d'Edward aux mains d'argent, suggèrent que ce réalisateur dirige le film. Burton sort à ce moment du projet avorté d'un film sur Superman, Superman Lives, sur lequel il a passé un an, et traverse une période de profonde déprime. Il est engagé pour réaliser Sleepy Hollow au mois de juin 1998. Il explique à ce sujet : « Jamais je n'avais réalisé de films d'épouvante alors que c'est pourtant le genre de films que je préfère ». Son intérêt pour réaliser un film d'horreur trouve son origine dans son amour pour les films de Hammer Film Productions et pour Le Masque du démon (1960), et en particulier pour la sensation d'irréalité qui se dégage de ces films et qui vient du fait qu'ils ont été tournés principalement dans des studios d'enregistrement. Sleepy Hollow rend en conséquence hommage aux œuvres de Hammer Film Productions, ainsi qu'à Frankenstein (1931, avec Boris Karloff) et aux films d'horreur de Roger Corman. Le cavalier sans tête fascine également Burton depuis son apprentissage au California Institute of the Arts, lorsque l'un de ses professeurs, qui avait travaillé en tant que dessinateur sur Le Crapaud et le Maître d'école (1949), lui a montré des dessins du cavalier qu'il avait réalisés pour cette autre adaptation de La Légende de Sleepy Hollow. C'est le « dosage très fort et subtil entre humour et terreur » de ce film d'animation que Burton souhaite retrouver. Burton travaille avec Walker sur la réécriture du scénario, et Tom Stoppard est également engagé pour y apporter son aide, bien qu'il ne soit pas crédité au générique du film, ajoutant un aspect comique au personnage d'Ichabod Crane et développant sa relation romantique avec Katrina Van Tassel.

### Choix des interprètes

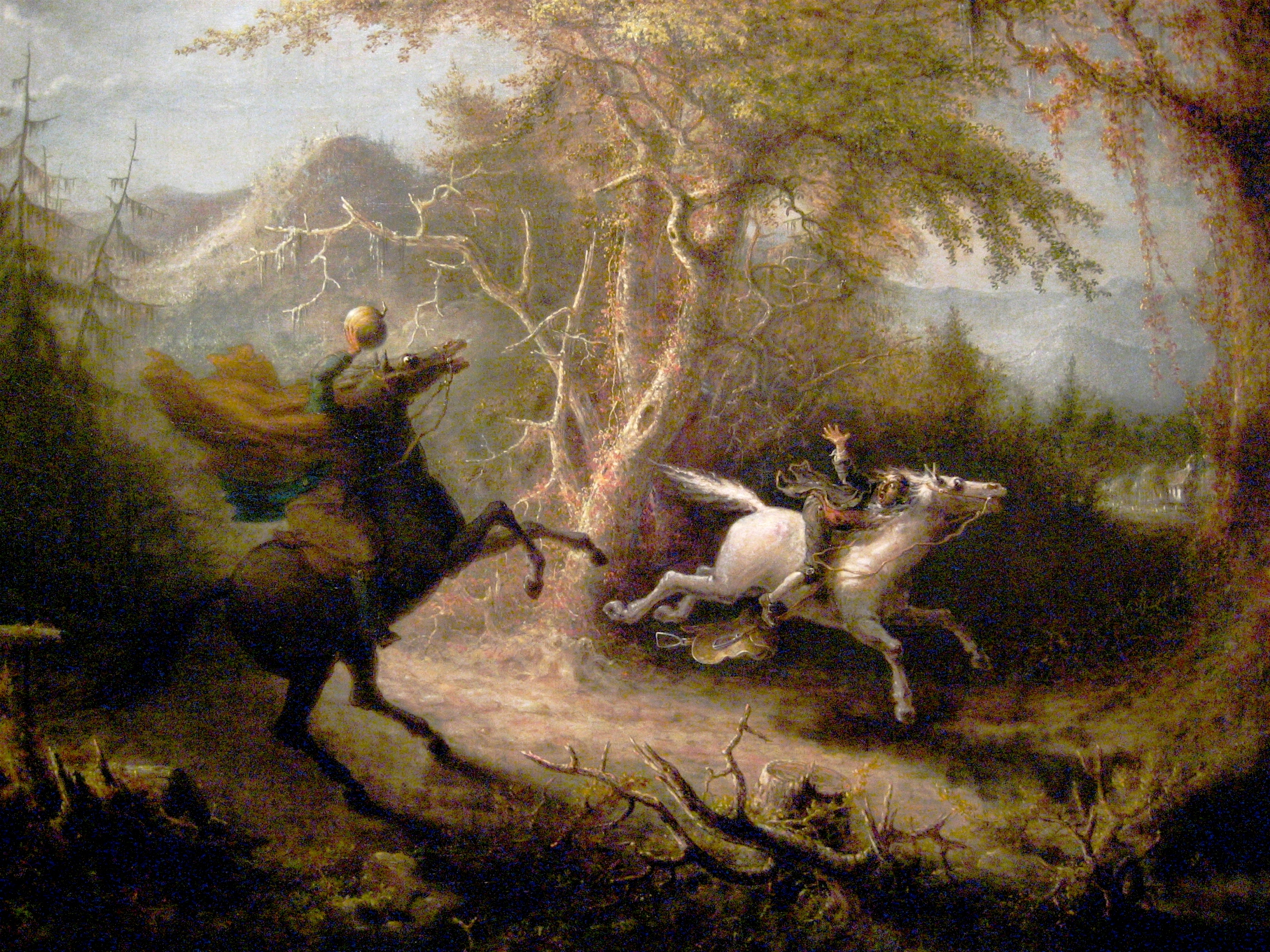
The Headless Horseman Pursuing Ichabod Crane, par John Quidor (1858).

Paramount Pictures suggère à Burton d'engager Mel Gibson pour jouer le personnage d'Ichabod Crane puis lui demande d'envisager dans le rôle Brad Pitt, Liam Neeson et Daniel Day-Lewis, mais Johnny Depp est le premier choix du réalisateur et est engagé en juillet 1998 pour sa troisième collaboration avec Burton. L'acteur demande à ressembler physiquement au personnage tel que le décrit Irving dans sa nouvelle, ce qui inclurait une prothèse nasale, de grandes oreilles et des doigts très longs, mais Paramount refuse sa suggestion. Après avoir lu la nouvelle version du scénario, Depp, ne souhaitant pas représenter son personnage comme un acteur de films d'action l'aurait fait, décide de le rendre encore plus sensible et fragile, avec un côté féminin très développé, et s'inspire de l'interprétation d'Angela Lansbury dans Mort sur le Nil (1978). Concernant les talents de détective du personnage, Depp trouve son inspiration dans Sherlock Holmes tel qu'il est joué au cinéma par Basil Rathbone. Il s'inspire également du jeu de Vincent Price et de Peter Cushing dans les films de la Hammer.
Winona Ryder est contactée par Burton pour interpréter le personnage de Katrina Van Tassel mais elle décline sa proposition et c'est Christina Ricci, qui a travaillé avec Rudin sur La Famille Addams, qui est alors engagée pour le rôle, Burton trouvant qu'elle « ressemble à une actrice du muet ». Le réalisateur, qui aime travailler avec des interprètes qu'il a déjà dirigés, persuade Michael Gough (Alfred dans Batman et Batman : Le Défi) de sortir de sa retraite pour jouer dans le film, qui marque également les retrouvailles du réalisateur avec Jeffrey Jones (qui a déjà joué dans Beetlejuice et Ed Wood), Christopher Walken (Max Shreck dans Batman : Le Défi) et Martin Landau (Béla Lugosi dans Ed Wood), ce dernier apparaissant pour un caméo au début du film où il est victime du cavalier sans tête. Avant que Christopher Walken ne soit choisi pour le rôle du Cavalier sans tête, le premier choix était Marlon Brando. Lisa Marie, qui est alors en couple avec Burton, et Christopher Lee apparaissent aussi brièvement dans le film, la première interprétant la mère d'Ichabod Crane dans des scènes de flashbacks, et le second jouant le rôle du bourgmestre qui charge Ichabod d'enquêter sur les meurtres, ce dernier caméo étant un hommage supplémentaire rendu à Hammer Film Productions (Lee s'étant rendu célèbre par son interprétation du comte Dracula dans plusieurs films produits par la Hammer).

### Tournage
Il est prévu à l'origine de tourner le film principalement en extérieurs et avec un budget de 30 000 000 $. Des repérages sont effectués dans la vallée de l'Hudson, dans l'État de New York, avec l'aide de l'Historic Hudson Valley, et l'équipe du film décide de commencer le tournage à Tarrytown au mois d'octobre 1998, avant de changer d'avis. Le chef décorateur Rick Heinrichs commente à ce sujet que les sites repérés étaient merveilleux « mais ne se prêtaient pas tout à fait à l'expressionnisme que nous recherchions et qui voulait exprimer une sensation de pressentiment ». D'autres sites sont alors étudiés, dans le Massachusetts, mais aucun ne se révèle satisfaisant, problème qui vient s'ajouter à la difficulté de trouver dans la région de New York des studios disponibles suffisamment grands pour abriter les nombreux plateaux de la production. Scott Rudin suggère alors de déplacer le tournage en Angleterre.

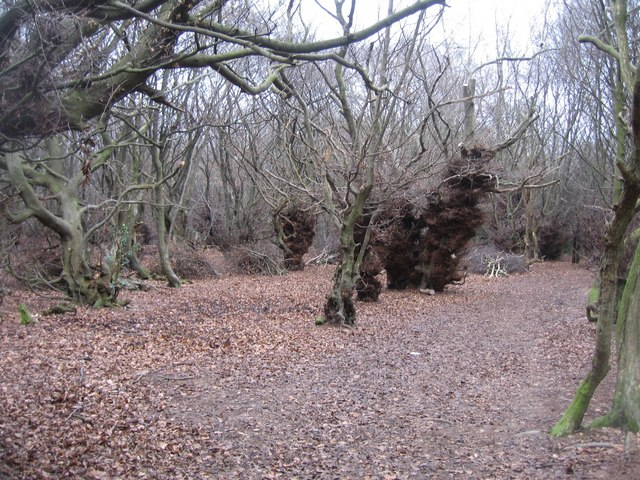
Paysage anglais rappelant les « bois du Ponant » dans le film.

Rudin pense en effet que l'Angleterre peut offrir des artisans capables de concevoir les décors et les costumes qui conviennent au design du film. Tim Burton, qui a déjà réalisé Batman entièrement en Angleterre, donne son accord, et l'équipe anglaise du département artistique ayant travaillé sur Batman est alors engagée par Paramount. Le début du tournage est repoussé au 20 novembre 1998 et commence aux studios de Leavesden, que l'équipe de Star Wars, épisode I : La Menace fantôme vient tout juste de libérer. La plus grande partie du tournage se déroule à Leavesden, ainsi qu'aux studios de Shepperton, où est construit le plateau utilisé pour les scènes de l'« Arbre des morts » (lequel est conçu par le sculpteur britannique Keith Short). De nombreux décors sont créés par Heinrichs et son équipe dans l'environnement totalement contrôlé de Leavesden, le design très gothique des décors étant influencé par les films produits par Hammer Film Productions, le style architectural des colons d'origine néerlandaise, le cinéma expressionniste et les illustrations du Dr. Seuss. Un plateau, spécialement étudié pour le rendu des effets sonores, est consacré aux scènes de chevauchées du cavalier sans tête dans la forêt et les champs, avant d'être transformé successivement en cimetière, en champ de maïs et en champ de bataille enneigé, toujours pour des scènes centrées autour du cavalier sans tête. Un plateau temporaire est construit à l'extérieur des studios pour figurer une rue de New York et un réservoir sur les quais de cette même ville.
Burton, impressionné par le travail d'Emmanuel Lubezki sur le film De grandes espérances (1998), l'engage comme directeur de la photographie. Les deux hommes envisagent de tourner le film en noir et blanc et dans un format d'image académique utilisé dans les années 1930 mais cela se révèle infaisable et ils optent alors pour un effet monochromatique afin de renforcer l'aspect fantastique. Ils utilisent abondamment la fumée et un éclairage doux pour accompagner l'utilisation de l'objectif grand angle. Des effets de lumière accentuent l'énergie dynamique du cavalier sans tête et le contraste de la pellicule est augmenté en postproduction pour intensifier le côté monochromatique.
Les studios de Leavesden, une ancienne usine aéronautique, posent cependant des problèmes en raison de leurs plafonds relativement bas, et l'équipe du film doit pallier cet inconvénient en multipliant les jeux de lumière et de fumée pour masquer ces plafonds. Une fois les scènes en studios bouclées, le tournage se poursuit ensuite pendant un mois, en mars 1999, à Hambleden, dans le Buckinghamshire, où le village de Sleepy Hollow a été construit en quatre mois par Heinrichs et son équipe pour un coût de 1 300 000 $. Douze bâtiments ont ainsi été construits dont plusieurs sont dotés d'intérieurs détaillés. Le tournage se termine le 10 mai 1999 à Yonkers, dans l'État de New York, où quelques scènes de dernière minute sont ajoutées. L'acteur Ian McDiarmid, qui interprète le Dr Lancaster et qui avait, juste auparavant, joué le rôle de Palpatine dans La Menace fantôme, compare l'esthétique des deux films, affirmant que les décors sur des plateaux aident les interprètes à entrer plus naturellement dans leur rôle et qu'après avoir tourné devant les écrans bleus de Star Wars, il était merveilleux de voir une équipe recréer tout un monde avec de véritables décors. « C'est de cette manière que les films doivent être faits », conclut-il.

### Postproduction
La plus grande partie des cent cinquante effets spéciaux du film sont réalisés par Industrial Light & Magic, tandis que Kevin Yagher supervise les effets de maquillage. Tim Burton décide de faire appel à l'infographie aussi peu que possible, en partie en réaction à tous les effets numériques qu'il a utilisés pour Mars Attacks!. Ray Park officie en tant que doublure du cavalier sans tête pour les cascades et porte un masque de ski bleu, effacé numériquement par ILM, pour un effet d'incrustation. Burton et Rick Heinrichs appliquent pour Sleepy Hollow plusieurs des techniques qu'ils ont utilisé en animation en volume sur Vincent, comme la perspective forcée. Pour les scènes se déroulant dans le moulin à la fin du film, deux décors, un pour chaque étage, ont été construits sur deux plateaux différents, et une miniature de presque cinq mètres de haut a été réalisée pour l'incendie et l'explosion du moulin. Ce n'est également que pendant la postproduction, au cours du processus de montage, que Burton s'est rendu compte de la participation de Francis Ford Coppola dans le film, en tant que producteur minoritaire, quand on lui a envoyé une copie de la bande-annonce du film et qu'il a vu le nom de Coppola dessus.

### Bande originale
La bande originale de Sleepy Hollow a été composée par Danny Elfman, collaborateur habituel de Tim Burton. Le thème principal est toujours le même mais est repris à travers différentes orchestrations et harmonisations au cours des différents morceaux qui composent l'album. Elfman fait un usage considérable des bois (contrebasson, clarinette contrebasse), des cuivres (tuba wagnérien, cimbasso) et d'un chœur au registre grave pour souligner la tension et le côté sinistre et surnaturel du film tout en disséminant par moments des morceaux plus éthérés et romantiques.

## Accueil

### Promotion
Pour assurer la promotion de Sleepy Hollow, Paramount Pictures présente une bande-annonce du film lors de la San Diego Comic-Con au mois d'août 1999. Au mois d'octobre, le studio met en ligne un site web que le magazine Variety décrit comme « le plus ambitieux marketing électronique jamais réalisé pour un film ». Les visiteurs du site peuvent voir des photos et des bandes-annonces du film, des entretiens avec des membres de l'équipe de tournage, un documentaire sur le making-of, et une présentation détaillée de plusieurs plateaux utilisés comme décors. Arthur Cohen, président du marketing mondial de Paramount, explique que la création de ce site a été influencée par les différents articles favorables concernant le film parus au cours des mois précédents sur des sites spécialisés dans le cinéma. Dans les semaines précédant la sortie de Sleepy Hollow, des jouets représentant plusieurs personnages du film sont également mis à la vente par McFarlane Toys.

### Sortie du film et box-office
La sortie nationale aux États-Unis a lieu le 19 novembre 1999 dans 3 069 salles, le film rapportant au box-office 30 060 467 $ pour son premier week-end d'exploitation et se classant ainsi au deuxième rang des recettes hebdomadaires derrière Le monde ne suffit pas, sorti le même jour. Il rapporte au total 101 071 505 $ aux États-Unis et au Canada, et 206 071 502 $ dans le monde entier, ce qui le place, en termes de recettes au box-office, au 20e rang des films sortis en 1999.
Il a réalisé 2 480 451 entrées en France (ce qui le classe au 16e rang de l'année 2000 pour les entrées réalisées dans ce pays), 302 443 en Belgique et 122 889 en Suisse. Il a également dépassé les deux millions d'entrées au Royaume-Uni (2 308 846) et le million d'entrées en Allemagne (1 804 011) et en Espagne (1 523 968).

### Accueil critique
Le film a reçu un accueil critique plutôt positif, recueillant 67 % de critiques favorables, avec un score moyen de 6,3⁄10 et sur la base de 126 critiques collectées, sur le site Rotten Tomatoes. Sur le site Metacritic, il obtient un score de 65⁄100, sur la base de 35 critiques collectées.
Parmi les critiques positives, Roger Ebert, du Chicago Sun-Times, trouve le film visuellement superbe et salue la performance d'acteur de Johnny Depp, estimant qu'il est « capable de se fondre dans son personnage, et jamais plus aisément que dans un film réalisé par Burton ». Pour Richard Corliss, du Time Magazine, il s'agit d'un exercice de style virtuose et du film de Tim Burton « le plus beau et le plus étrange depuis Batman : Le Défi ». Janet Maslin, du New York Times, évoque un film qui laisse transparaître « la riche imagination et la tendresse cachée » de Burton, à la distribution impressionnante et aux décors et costumes somptueux, mais elle le déconseille aux âmes sensibles.
D'autres critiques sont plus mesurées, ou même franchement négatives. Ainsi, Jonathan Rosenbaum, du Chicago Reader, pense que le film est « une expérience visuelle enchanteresse » et est servi par des interprètes talentueux, mais déplore un scénario prévisible et très éloigné de la nouvelle d'Irving. Owen Gleiberman, d'Entertainment Weekly, compare le film à La Momie (1999), estimant qu'il est sans surprises, avec un final ressemblant à n'importe quel autre des productions du même genre des dix dernières années. Et Mick LaSalle, du San Francisco Chronicle, éreinte le film, trouvant la réalisation de Burton « inexistante », l'histoire dépourvue « de tension et de sincérité », et les scènes entre Depp et Christina Ricci « affreusement plates ».
En France, les critiques l'ont salué de façon quasi unanime. Le site Allociné propose une moyenne de 4,4 étoiles sur 5 à partir de l'interprétation de 24 critiques de presse collectées. Pour Samuel Blumenfeld, pour Le Monde, « Tim Burton a poussé son projet à son point le plus extrême, faisant de Sleepy Hollow l'un de ses plus beaux films, et certainement le plus étrange ». Pierre Vavasseur, du Parisien, évoque « un film tout simplement magnifique qui mêle avec habileté pas mal d'ingrédients : de l'horreur au pur romantisme en passant par un humour indéniable et une jolie maîtrise des canons propres au genre fantastique ». Pour David Matarasso, de L'Écran fantastique, Burton « n'a rien perdu de sa fantaisie ni de sa mélancolie » mais « nous surprend en revanche par ses sanglants appétits », ajoutant que « le style et les préoccupations de Tim Burton s'expriment donc ici dans toute leur plénitude ». Jean-Pierre Dufreigne, de L'Express, salue particulièrement les décors et le jeu de Johnny Depp et estime que « des profondeurs du mal, magnifiquement figuré par les racines d'un arbre torturé, Burton fait surgir sur un cheval de cauchemar le romantisme le plus débridé ». Cédric Delelée, de Mad Movies, parle de « chef-d'œuvre » « d'une beauté stupéfiante » « entre cauchemar et conte de fées » et « transcendé par la participation incandescente de Danny Elfman ». Pour Françoise Maupin, du Figaroscope, « Burton excelle à recréer un univers onirique, baignant dans le mystère », faisant du film un « mélange inattendu d'horreur et de fantaisie ». Gérard Delorme, de Première, évoque « un grand et beau film », regrettant seulement que Burton fasse plus « un travail d'illustrateur que d'auteur ». Pour Serge Kaganski, des Inrockuptibles, c'est « un film superbement peint, une œuvre de la nuit très plaisante à regarder mais pas vraiment bouleversante, limitée par sa trame quelque peu prévisible ». Jean-Claude Loiseau, de Télérama, estime que « les fulgurances de style effacent jusqu'au souvenir des maladresses ». En Belgique, Luc Honorez, du Soir, évoque « un magnifique conte horrifique permettant divers niveaux de lectures, du divertissement pur à l'étude sociologique en passant par la quête du monstre qui, depuis le début des temps, vit dans nos têtes ».

## Distinctions

### Récompenses
| Année        | Prix                           | Catégorie                                               | Récipiendaire(s) |
| ------------ | ------------------------------ | ------------------------------------------------------- | --- |
| 1999         |                                |                                                         | |
| LAFCA Awards | Meilleurs décors               | Rick Heinrichs                                          | |
| BSFC Awards  | Meilleure photographie         | Emmanuel Lubezki                                        | |
| 2000         | Oscars                         | Meilleurs décors                                        | Rick Heinrichs et Peter Young |
| 2000         | BAFTA Awards                   | Meilleurs décors                                        | Rick Heinrichs |
| 2000         | BAFTA Awards                   | Meilleurs costumes                                      | Colleen Atwood |
| 2000         | Saturn Awards                  | Meilleure actrice                                       | Christina Ricci |
| 2000         | Saturn Awards                  | Meilleure musique                                       | Danny Elfman |
| 2000         | Satellite Awards               | Meilleure musique                                       | Danny Elfman |
| 2000         | Satellite Awards               | Meilleure photographie                                  | Emmanuel Lubezki |
| 2000         | Satellite Awards               | Meilleur son                                            | Gary Alper, Skip Lievsay et Frank Morrone |
| 2000         | Satellite Awards               | Meilleurs décors                                        | Rick Heinrichs, Ken Court, John Dexter, Andrew Nicholson et Leslie Tomkins                                                                                        |
| 2000         | Satellite Awards               | Meilleurs costumes                                      | Colleen Atwood |
| 2000         | Art Directors Guild Awards     | Meilleurs décors dans un film                           | Rick Heinrichs, Les Tompkins, John Dexter, Kevin Phipps, John Wright Stevens, Ken Court, Andrew Nicholson, Bill Hoes, Julian Ashby, Gary Tompkins et Nick Navarro |
| 2000         | Costume Designers Guild Awards | Meilleurs costumes pour un film d'époque ou fantastique | Colleen Atwood |
| 2000         | Sierra Awards                  | Meilleurs décors                                        | Rick Heinrichs |
| 2000         | OFCS Awards                    | Meilleure photographie                                  | Emmanuel Lubezki |

### Nominations
| Année                 | Prix                                                | Catégorie                                                   | Récipiendaire(s) |
| --------------------- | --------------------------------------------------- | ----------------------------------------------------------- | ---------------- |
| 2000                  |                                                     |                                                             |                  |
| Oscars                | Meilleure photographie                              | Emmanuel Lubezki                                            |                  |
| Oscars                | Meilleurs costumes                                  | Colleen Atwood                                              |                  |
| BAFTA Awards          | Meilleurs effets visuels                            | Jim Mitchell, Kevin Yagher, Joss Williams et Paddy Eason    |                  |
| Saturn Awards         | Meilleur film d'horreur                             |                                                             |                  |
| Saturn Awards         | Meilleur acteur                                     | Johnny Depp                                                 |                  |
| Saturn Awards         | Meilleure réalisation                               | Tim Burton                                                  |                  |
| Saturn Awards         | Meilleur scénario                                   | Andrew Kevin Walker                                         |                  |
| Saturn Awards         | Meilleur acteur dans un second rôle                 | Christopher Walken                                          |                  |
| Saturn Awards         | Meilleure actrice dans un second rôle               | Miranda Richardson                                          |                  |
| Saturn Awards         | Meilleurs costumes                                  | Colleen Atwood                                              |                  |
| Saturn Awards         | Meilleurs effets spéciaux                           | Jim Mitchell, Joss Williams, Kevin Yagher et Mark S. Miller |                  |
| Saturn Awards         | Meilleur maquillage                                 | Kevin Yagher et Peter Owen                                  |                  |
| Satellite Awards      | Meilleur acteur dans un film musical ou une comédie | Johnny Depp                                                 |                  |
| Satellite Awards      | Meilleur montage                                    | Chris Lebenzon                                              |                  |
| Satellite Awards      | Meilleurs effets spéciaux                           | Jim Mitchell et Joss Williams                               |                  |
| MTV Movie & TV Awards | Meilleur méchant                                    | Christopher Walken                                          |                  |
| ASC Awards            | Meilleure photographie dans un film                 | Emmanuel Lubezki                                            |                  |
| Chlotrudis Awards     | Meilleure photographie                              | Emanuel Lubezki                                             |                  |
| Ruban d'argent        | Réalisateur du meilleur film étranger               | Tim Burton                                                  |                  |
| CFCA Awards           | Meilleure photographie                              | Emmanuel Lubezki                                            |                  |
| Sierra Awards         | Meilleure musique                                   | Danny Elfman                                                |                  |
| Sierra Awards         | Meilleure photographie                              | Emmanuel Lubezki                                            |                  |
| Sierra Awards         | Meilleurs costumes                                  | Colleen Atwood                                              |                  |
| Young Artist Awards   | Meilleure actrice                                   | Christina Ricci                                             |                  |
| Teen Choice Awards    | Meilleure actrice                                   | Christina Ricci                                             |                  |

## Analyse

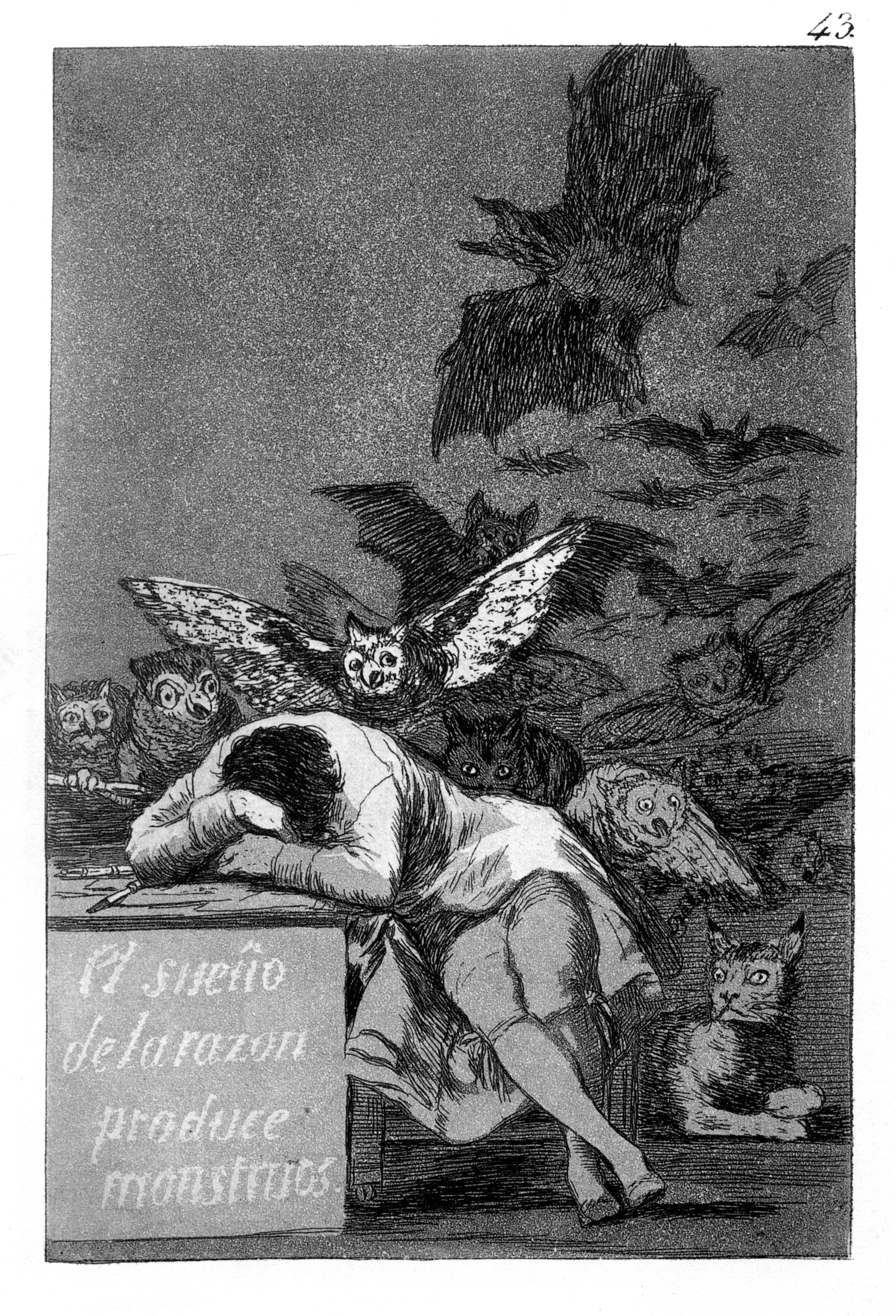
Le film baigne dans une ambiance gothique de confrontation entre la raison et l'imagination.

Le film est une adaptation très libre de la nouvelle de Washington Irving, dont il ne reprend que quelques éléments : les noms des personnages, la légende du cavalier sans tête, et la rivalité amoureuse entre Ichabod Crane et Brom Van Brunt pour obtenir la main de Katrina Van Tassel, rivalité qui est l'élément essentiel de la nouvelle, et qui se termine par le tour joué par Van Brunt, déguisé en cavalier, à Crane (scène qui apparaît également dans le film) alors qu'elle est à peine esquissée dans l'œuvre de Tim Burton.
Sur le plan esthétique, le film est considéré comme l'un des « symboles les plus aboutis de la culture gothique » et est vu comme une réaction envers le classicisme et la normalisation de la mise en scène hollywoodienne. Burton réinvente le style du roman gothique, le replaçant dans le contexte actuel en révélant le mal-être des personnages et les changements de la société à travers le récit et les paysages. Le gothique devient « une véritable esthétique intime, un cauchemar donnant forme à l'âme d'un artiste ». Les principales influences de Sleepy Hollow sont les productions de la Hammer (on retrouve les mêmes images contrastées, les expressions de frayeur démesurées sur les visages et les paysages gothiques, lugubres et nocturnes), les films d'horreur de Roger Corman avec Vincent Price, et les films de Mario Bava, notamment Le Masque du démon auquel Burton rend hommage dans une scène de flashback où le père d'Ichabod Crane tue sa femme en l'enfermant dans une vierge de fer. En parsemant son film de références visuelles à ces œuvres, Burton paie ainsi sa dette envers le cinéma d'horreur qui a bercé son enfance.
Le film explore l'identité et les origines d'une Amérique qui vient de naître à l'époque où se déroule l'action et qui est partagée entre un passé sanglant et empreint de superstitions et un avenir qu'elle espère radieux. Ainsi, Ichabod Crane, qui représente le progrès, nie ses propres origines en refoulant les souvenirs de son enfance (sa mère ayant été tuée par son père pour avoir pratiqué la sorcellerie) mais retrouve finalement l'image de sa mère en Katrina, qui est elle aussi sorcière. Ce passé refoulé est aussi symbolisé par « l'arbre des morts », un « arbre-matrice qui saigne » et dont jaillit à plusieurs reprises le cavalier sans tête, qui représente les démons du passé revenant constamment, pour des scènes symbolisant un enfantement dans la douleur. De la même manière, l'obscurité quasi permanente des images au village de Sleepy Hollow représente l'obscurantisme, qui s'oppose à une scène finale lumineuse à New York symbolisant le progrès et l'espoir (tout comme l'entrée dans un nouveau siècle). Entre ces deux mondes, la forêt traversée par Ichabod Crane au début et à la fin du film joue le rôle de seuil, servant « de cadre et d’emblème au passage d’un monde dans un autre ». Pénétrer dans ce refuge du fantastique équivaut à « quitter le monde de la rationalité pour éprouver le surnaturel ». Ichabod Crane, qui a rejeté son passé et a fait de la pensée rationnelle son credo, s'aperçoit néanmoins finalement qu'il a besoin de ses racines et rentre à New York avec une jeune sorcière, le passé et l'avenir étant réconciliés, de même que la magie et la science.
Cette opposition entre le rationnel et l'irrationnel, entre le conventionnel et l'étrange, entre la norme et ceux qui la perturbent, est une constante dans l'œuvre de Burton (Beetlejuice, Edward aux mains d'argent, Ed Wood). Ici, Ichabod Crane a trouvé un refuge dans la raison et les méthodes scientifiques pour échapper à son passé, dont le mysticisme est représenté par ses parents (une mère pratiquante de la sorcellerie et un père fanatique religieux), mais son arrivée à Sleepy Hollow va le confronter à ses démons. Il commence par réfuter la possibilité d'une explication surnaturelle mais c'est seulement en acceptant la magie et l'imaginaire qu'il va se réconcilier avec son identité. La paix est d'ailleurs restaurée non pas par une victoire sur le cavalier (dont l'absence de tête symbolise l'irrationnel mais qui n'est pas mauvais par essence, ne faisant qu'obéir à la volonté de son invocatrice) mais par le fait de lui rendre sa tête, Crane ne parvenant à ce résultat qu'en acceptant l'existence de la magie, en y faisant appel (allant trouver la sorcière qui vit dans les bois pour en tirer des informations cruciales) et en réconciliant sa raison avec ses sentiments (son amour, autre élément échappant à toute logique, pour Katrina).
La société et l'époque où se déroule le film étant totalement placées sous le signe du patriarcat, on peut aussi voir l'œuvre sous un angle féministe. Lady Van Tassel, dont la mère a été rejetée par le village à la mort de son mari, cherche à se venger de cette injustice et à obtenir un statut social influent par elle-même et non par le mariage, servitude domestique qui la cantonne au rôle d'hôtesse souriante. Et Katrina peut être vue comme la véritable héroïne de l'histoire, protégeant Crane par son livre de sorcellerie et montrant un courage plus grand (alors que Crane s'évanouit plusieurs fois au cours du film et est arachnophobe). Mais Katrina a elle aussi besoin de Crane et la fin du film présente un couple mis sur un pied d'égalité, une harmonie entre le féminin et le masculin et non une mise en opposition des deux sexes.

## Éditions en vidéo
Sleepy Hollow est sorti en DVD le 23 mai 2000 en région 1 et le 6 décembre 2000 en région 2. La version DVD comprend le commentaire audio du film par Tim Burton, des interviews de Burton et de Johnny Depp et le making-of du film. La version en disque Blu-ray est sortie le 26 septembre 2006 en région 1 et le 22 septembre 2009 en région 2.